# آيت واويزغت (واويزغت)
آيت واويزغت هي إحدى مشيخات المملكة المغربية، تتبع جغرافيا لإقليم أزيلال وإداريًا لواويزغت. يقدر عدد سكانها بـ 5000 نسمة حسب الإحصاء الرسمي للسكان والسكنى لسنة 2004.